# Françoise-Charlotte de Saint-Nectaire
Pour les autres membres de la famille, voir Maison de Saint-Nectaire.
Pour les articles homonymes, voir La Ferté (homonymie), Saint-Nectaire (homonymie) et Senneterre.
Françoise Charlotte de Saint-Nectaire, ou de La Ferté-Senneterre, dame de Menetou, souvent dite Mademoiselle de Menetou, est une claveciniste et compositrice française née en 1679 et morte le 4 novembre 1745 au château de La Ferté.

## Biographie
Françoise-Charlotte de Saint-Nectaire est la fille de Henri-François de Saint-Nectaire, duc de La Ferté-Senneterre (fils du maréchal Henri de La Ferté-Senneterre), et de Marie Isabelle Angélique de la Mothe-Houdancourt (fille de Philippe de La Mothe-Houdancourt). Le 18 août 1689, elle joue du clavecin devant Louis XIV au cours d'un concert chez la Dauphine,. En 1691, elle devient la plus jeune compositrice à avoir ses œuvres publiées par l'imprimeur royal, Christophe Ballard. Plusieurs gravures de la fin du XVIIe siècle sont censées la représenter, dont un « portrait en mode » réalisé d'après un dessin de Robert Bonnart daté de 1695 et une planche publiée chez Antoine Trouvain, la figurant en train de jouer du clavecin.
Le 28 juillet 1698, elle épouse le marquis François-Gabriel Thibault de La Carte (1637-1721), premier gentilhomme de Philippe d'Orléans (1640-1701) et l'un de ses favoris d'après Saint-Simon. Elle lui apporte le titre de marquis de la Ferté. Saint-Simon, volontiers caustique, raconte que Françoise-Charlotte de la Ferté « avait un peu rôti le balais [menait une vie libertine, débauchée] […] et commençait à monter en graine ». De ce mariage naît un fils, Louis-Philippe Thibault de La Carte, marquis de La Ferté-Sénectère (1699–1780), plus tard colonel du régiment de la Marche et père d'Henri-François Thibault de la Carte de la Ferté-Sénectère. Le marquis meurt le 9 septembre 1721.
En avril 1729, elle épouse en secondes noces Jean-François-Gustave de Malortie, marquis de Boudeville, nommé maréchal de camp en 1745 et mort en 1747, dont elle n'a pas d'enfant.
François Couperin lui dédie une pièce de son Second livre de pièces de clavecin (1716) : La Menetou (rondeau du septième ordre, en sol).

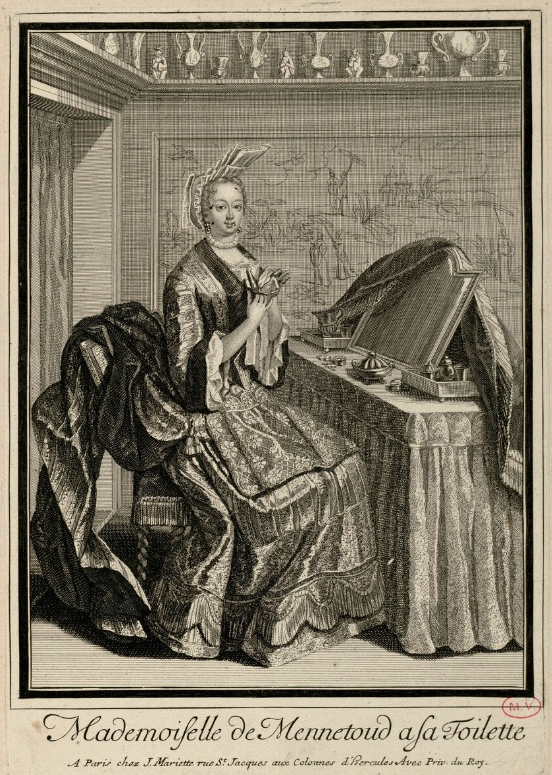
Anonyme (XVIIe siècle), Mlle de Mennetoud, marquise de La Carte, à sa toilette, estampe, château de Versailles.
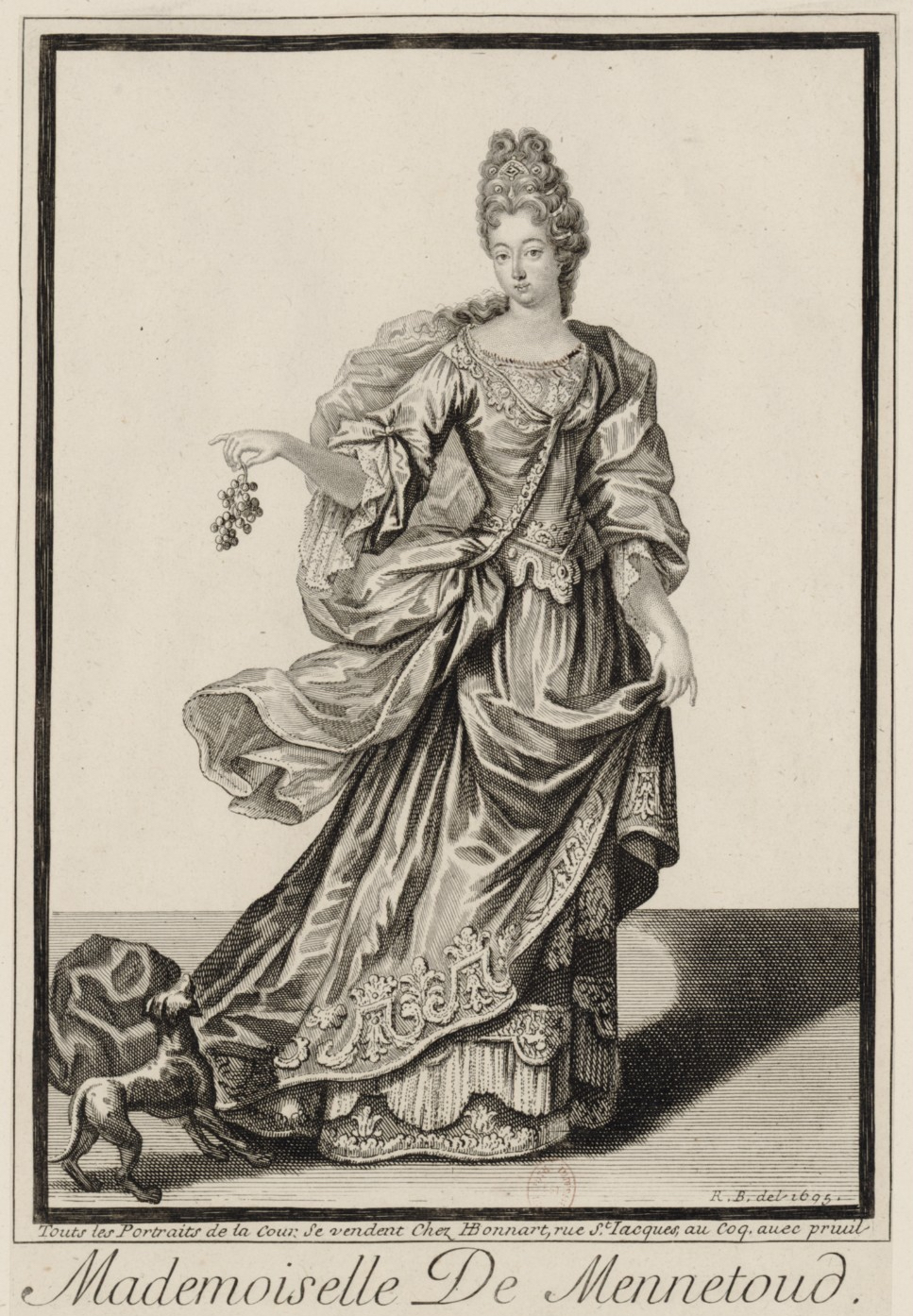
Mlle de Mennetoud, en pied (1695), estampe d'après Robert Bonnart,  Paris, BnF.

## Œuvres
- Airs sérieux à deux par Mademoiselle de Menetou, Paris, Christophe Ballard, 1691. Les paroles sont écrites par divers auteurs, dont Gaspard III de Fieubet[10]. Florilège :
  - Aymez de sornaus (voix et clavecin) ;
  - De toutes les heures (voix et clavecin) ;
  - Folies d'Espagne (clavecin) ;
  - Gavottes (clavecin) ;
  - J'ay pour tous bien une musette (voix et clavecin) ;
  - Menuete (clavecin) ;
  - Les olivettes (clavecin) ;
  - Sans crainte dans nos prairies (voix et clavecin).

### Sources
- (en) Cet article est partiellement ou en totalité issu de l’article de Wikipédia en anglais intitulé « Françoise-Charlotte de Senneterre Ménétou » (voir la liste des auteurs).